# Морозов Олександр Михайлович
Олександр Михайлович Морозов (05 червня 1951, Кварелі, Республіка Сакартвело (Грузія) — український психіатр, вчений, педагог, засновник наукової школи. Доктор медичних наук, професор, почесний академік Національної академії педагогічних наук України, заслужений діяч науки і техніки України, полковник у відставці.

## Біографія
Народився 1951 року в місті Кварелі (Кварельський район, Сакартвело) у родині шкільних вчителів, учасників бойових дій Другої світової війни. Українець.
У 1968 році завершив навчання в середній загальноосвітній і музичній школах у Кварелі. У 1976 році закінчив Ростовський-на-Дону державний медичний інститут за спеціальністю «лікувальна справа». Пройшов підготовку на військово-морській кафедрі, стажування на Чорноморському флоті за спеціальністю «корабельний хірург» і отримав звання лейтенанта медичної служби. У 1977 році пройшов навчання в інтернатурі у Новочеркаській психіатричній лікарні, отримав кваліфікацію психіатра. У 1981 році закінчив Вищі державні курси з патентознавства і винахідництва.
Із осені 1976 року працював у Ростовському лікарсько-фізкультурному диспансері, де у складі комплексної наукової групи готував низку провідних спортсменів СРСР до змагань найвищого рівня, Олімпійських ігор 1980 року. Водночас викладав у Ростовському державному університеті на відділенні психології.
У 1981—1988 роках асистент кафедри психотерапії Українського інституту удосконалення лікарів (Харків).
У 1988—1993 роках старший науковий співробітник Всесоюзного наукового центру радіаційної медицини.
Протягом перших дев'яти місяців 1994 року — керівник відділу міжнародних зав'язків, наукової інформації та патентно-ліцензійної роботи Київського науково-практичного об'єднання швидкої медичної допомоги та медицини катастроф.
У 1994—1998 роках — у органах внутрішніх справ, начальник вперше створеної кафедри пенітенціарної медицини Київського інституту внутрішніх справ.
Із 1999 року в органах державної безпеки України.

## Родина
Дружина — Тетяна Романівна Морозова (1974) — практик, теоретик, педагог і організатор поліграфологічної справи в Україні, доктор психологічних наук, старший науковий співробітник, атестований державний судовий експерт, президент Всеукраїнської асоціації поліграфологів.
Син — Олександр Олександрович Морозов (2000) — студент-медик.

## Наукова, педагогічна та практична діяльність
Наукова діяльність присвячена проблемам діагностики, профілактики, лікування, психотерапії, реабілітації, систематизації межових психічних розладів різноманітної етіології та олігофреній, особливостей проявів, попередження та корекції розладів, що виникають унаслідок радіаційних уражень центральної нервової системи, високих психофізичних навантажень, перебування в умовах бойового стресу.
Науково обґрунтував і впровадив у практику системний підхід у психотерапії і психотерапевтичну рецептуру. Вдосконалив систематику та зміст методик психологічного впливу. Розробив мультидисциплінарну класифікацію та визначення агресивності. Увів у психіатрію і психологію поняття морального ателіозу — вродженої аморальності як форми олігофренії. Виявив феномен «доза-афект» і розробив періодизацію розвитку органічних змін головного мозку при «малих» радіаційних впливах та черепно-мозкових травмах.
Окремим напрямом науково-практичної діяльності є розробка специфічних проблем забезпечення державної безпеки України. Розроблено теоретичні основи та практичні засади сучасної системної війни, її визначення та складові, організацію психологічної боротьби в інформаційному просторі, організацію та зміст переговорів із терористами в антитерористичних операціях.
Протягом багаторічної педагогічної діяльності підготував плеяду видатних практиків, педагогів і науковців для органів держбезпеки і правоохоронних органів України, серед них три кандидати і три доктори наук.
Останніми роками О. М. Морозов зосередився на науково-практичному напрямі з політичної психіатрії.
Велику науково-організаційну роботу проводить у складі низки спеціалізованих вчених рад, як експерт експертних рад Департаменту атестації кадрів вищої кваліфікації МОН України, експерт Комітету з державних премій України, член науково-методичної ради Державного департаменту України з питань виконання покарань, у складі редакційних колегій низки наукових видань.
Наукові інтереси О. М. Морозова відрізняються широтою і глибиною розробки проблем. Кожне його наукове дослідження завершується вагомим конкретним практичним результатом, який швидко й органічно впроваджується у практику. Він не визнає науки без практики. Серед його крилатих фраз є й така: «Абстракція — це отрута для розуму».

## Наукові праці
Автор 186 наукових праць, більшість з яких є одноосібними. Зокрема:
- Неврозоподібні розлади і психотерапія при «малих» радіаційних ураженнях: монографія. Київ: Вид. «Логос», 1996. 132 с.
- Психологічна війна: монографія. Київ: Вид. «Логос», 1996. 124 с.
- Агресивні засуджені: монографія. Київ: Вид. «МП Леся», 2000. 204 с. (співавтор Т. Р. Морозова).
- Психологія особистості: оперативна аудіовізуальна діагностика: монографія. Київ: Вид. ПАЛИВОДА, 2008. 328 с.
- Патопсихологічний аналіз особистості в правоохоронній практиці: монографія. Київ: Вид. Атіка, 2009. 320 с.
- Феноменологія зрадництва: монографія. Київ: Вид. Атіка, 2013. 270 с.
- Системна війна — український вимір: монографія. Київ: Вид. Принт-N, 2013. 115 с.
- Тероризм, системна війна, державна безпека, героїзм і психофізіологія: есе. Київ: Вид. Принт-N, 2019. 64 с.
- Війна і мир, грані проблеми: монографія. Київ: Вид. 7БЦ, 2024. 356 с.
- Політична психіатрія: монографія. Київ: Вид. Алерта, 2025. 448 с.
ПРОВІДНІ ПРЕДСТАВНИКИ НАУКОВОЇ ШКОЛИ
         ІВАНОВА Н. Г. Завідувач кафедри Національної академії СБУ, доктор психологічних наук, професор, заслужений діяч науки і техніки України, академік Академії наук вищої школи України, нагороджена Грамотою Верховної Ради України.
         МОРОЗОВА Т. Р. Президент Всеукраїнської асоціації поліграфологів, професор кафедри Національної академії СБУ, доктор психологічних наук, старший науковий співробітник, експерт-поліграфолог.
         ФАРМАГЕЙ О. І. Перший проректор (з навчальної роботи) Національної академії СБУ (2017—2021 роки), доктор психологічних наук, професор, полковник.
         БОДНАР В. Є. Генерал поліції третього рангу, заступник Міністра внутрішніх справ України (2006—2007 роки), кандидат психологічних, доктор юридичних наук, професор, заслужений юрист України.

## Звання і нагороди
У 1983 році захистив дисертацію на здобуття наукового ступеню кандидата медичних наук, у 1992 році — докторську дисертацію, у 2002 році отримав наукове звання професора, у 2017 році указом Президента України присвоєно державну нагороду — почесне звання «Заслужений діяч науки і техніки України», у 2019 році на загальних зборах Національної академії педагогічних наук України одноголосно обрано почесним академіком Академії, почесний академік Національної академії педагогічних наук.
За багаторічну плідну службу в правоохоронних органах і органах державної безпеки України, визначні досягнення в науковій і педагогічній роботі отримував нагороди, зокрема:
- державну нагороду почесне звання «Заслужений діяч науки і техніки України»;
- орден «За розбудову України» від Всеукраїнського об'єднання «КРАЇНА»;
- почесний знак «За доблесть» від Служби безпеки України;
- почесну відзнаку від Антитерористичного центру при СБ України;
- нагрудний знак «Подяка» і грамоту Голови київської міської державної адміністрації;
- нагрудний знак «За співпрацю» Національної академії внутрішніх справ України;
- медаль «За взаємодію» від Внутрішніх військ МВС України;
- медаль «175-річчя Національного педагогічного університету ім. М. П. Драгоманова»;
- медаль «За героїчний подвиг» Всеукраїнської громадської організації «Асоціація „Афганці“ Чорнобиля»;
- окрім того, отримав низку нагород від Голови СБУ та його заступників, Управління державної охорони України, Центру спеціальних операцій «А» СБУ, Міжнародної асоціації ветеранів підрозділів антитерору «Альфа»;
- у експозиціях двох музеїв окремих підрозділів держбезпеки України знаходяться світлини О. М. Морозова та відзначено його заслуги перед Батьківщиною.